# Cenco Florida
Cenco Florida (anteriormente Mall Florida Center) es un centro comercial ubicado en la comuna de La Florida, en Santiago de Chile. Es propiedad del holding Cencosud, también propietario de los centros comerciales Cenco Alto Las Condes, Cenco Costanera y la cadena Cenco Malls. 
Inaugurado en septiembre de 2003, se perfiló como el segundo mall de envergadura presente en la comuna, y es competidor directo del Mallplaza Vespucio, ubicado a menos de dos kilómetros del presente. En diciembre de 2018, el mall pasa a llamarse Mall Portal Florida Center, como una forma de potenciar la identidad de la cadena Mall Portal, aunque posteriormente recuperó su nombre original. En 2024, debido a la reestructuración de Cencosud Shopping Centers a Cenco Malls, fue renombrado Cenco Florida.

## Estructura y distribución
Está emplazado en un área de más de 210 mil metros cuadrados, con más de 300 mil metros cuadrados construidos de área comercial. El edificio en consta de cuatro plantas destinadas al público más cinco niveles de estacionamientos (3 en altura y 2 en el subsuelo). La estructura tiene a sus costados las llamadas "tiendas ancla", que son las tiendas por departamento o de envergadura más grandes: el hipermercado Jumbo al norte, el homecenter Easy al oriente, las tiendas por departamentos Ripley y París al poniente. Posteriormente, fue inaugurada una tienda Tricot, ubicada en el tercer nivel, por lo que hasta ahora cuenta con cinco tiendas departamentales.
Este centro comercial además fue cuna del primer Tommy Beans, que nació de forma independiente en 2006 en su patio de comida. Actualmente ese restaurante pertenece al holding de origen chileno G&N Brands.
Después de casi 20 años de hegemonía del Mallplaza Vespucio, el Florida Center supo capturar un importante porcentaje de las visitas que se realizaban a este último. Cuenta con más de 200 tiendas. En el interior cuenta con una gran plaza central, la Plaza de la Tierra en cuyo suelo hay, en mosaico, un plano de Sudamérica con Chile destacado y un punto rojo sobre la capital Santiago de Chile. Están también las Plazas del Agua y del Aire. Cuenta con un complejo de 14 salas de cine (3200 butacas).
Cuenta con rampas de acceso directo desde la estación Mirador de la Línea 5 del Metro de Santiago, dos ascensores panorámicos, amplios pasillos y facilidad de circulación, además de 5500 estacionamientos.
En abril de 2023, Cencosud anunció la primera gran ampliación del Mall Florida Center, buscando aumentar en 23 000 metros cuadrados de superficie total arrendable. El proyecto contempla 30 nuevas tiendas, un sector gastronómico al aire libre, un teatro y un centro de espectáculos.
Debido a su tiempo, operaron las multitiendas Johnson y La Polar, las cuales finalizaron sus operaciones entre 2020 y 2024, siendo la primera debido al fin de la marca y la segunda por decisión de la empresa ante la fusión con Abcdin.